# Faculdade Católica Paulista
A Faculdade Católica Paulista é uma instituição de ensino superior com sede na cidade de Marília, estado de São Paulo, Brasil, que atua nas modalidades de ensino presencial, semipresencial e a distância. É mantida pela Associação Educacional Latino Americana.